# Anton Vasiljev
Anton Aleksandrovitj Vasiljev (ryska: Антон Александрович Васильев), född den 13 oktober 1983, är en rysk kanotist.
Han tog bland annat VM-guld i K-4 1000 meter i samband med sprintvärldsmästerskapen i kanotsport 2013 i Duisburg.